# Сінченко Сергій Григорович
Сергій Григорович Сінченко (нар. 5 жовтня 1946, м. Відень, Австрія) — український політик; колишній народний депутат України III, IV та V скликання.

## Біографія
Народився 5 жовтня 1946 року в місті Відень, Австрія, у сім'ї військовослужбовця. Українець.
Одружений; має дох синів.

## Освіта
У 1974 році закінчив Харківський юридичний інститут, юрист-правознавець.
У 1980 році закінчив Вищу школу КДБ СРСР, офіцер із вищою спеціальною освітою та знанням німецької мови.

## Кар'єра
- 1964—1965 рр. — робітник Троїцького маслобійного заводу Луганської області.
- 1965 року — після закінчення курсів шоферів — водій райоб'єднання «Сільгосптехніка», смт Троїцьке.
- 1965—1968 рр. — служба в армії.
- 1969—1971 рр. — старший інструктор Троїцького райвиконкому.
- 1971—1973 рр. — завідувач відділу комсомольських організацій Троїцького райкому ЛКСМУ.
- 1973—1978 рр. — оперуповноважений, старший оперуповноважений Сватівського райвідділу Управління КДБ УРСР в Луганській області.
- 1978—1980 рр. — слухач Вищої школи КДБ СРСР, міста Москва.
- 1980—1982 рр. — старший оперуповноважений 2-го відділу Управління КДБ УРСР в Луганській області, міста Луганськ.
- 1981—1982 рр. — служба в Афганістані.
- 1982—1993 рр. — начальник відділу в метро та залізничній станції Попасна Управління КДБ УРСР в Луганській області.
- 1993—1994 рр. — начальник Троїцького райвідділу Управління СБУ в Луганській області.

Орден Червоної Зірки, медалі. Заслужений юрист України — серпень 1998 року.

### Політична діяльність
Народний депутат України V скликання з квітня 2006 року до листопада 2007 року від Блоку Юлії Тимошенко, № 106 в списку, безпартійний.
Член фракції «Блоку Юлії Тимошенко» з травня 2006 року.
Голова підкомітету з питань законодавства про адміністративні правопорушення та кримінального законодавства Комітету з питань законодавчого забезпечення правоохоронної діяльності з липня 2006 року.
Народний депутат України IV скликання з квітня 2002 року до квітня 2006 року, виборчій округ № 109, Луганська область, висунутий КПУ. «За» 24.48 %, 10 суперників. На час виборів — народний депутат України, безпартійний.
Член фракції комуністів травень 2002 року по березень 2005 року.
Заступник голови Комітету з питань законодавчого забезпечення правоохоронної діяльності з червня 2002 року.
Народний депутат України III скликання з березня 1998 року до квітня 2002 року від КПУ, № 84 в списку. На час виборів — народний депутат України, безпартійний.
Член фракції КПУ з травня 1998 року.
Голова підкомітету з питань національної безпеки Комітету з питань національної безпеки і оборони з липня 1998 року.
Народний депутат України II скликання з квітня 1994 року (2-й тур) до квітня 1998 року, Брянківський виборчій округ № 242, Луганська область, висунутий виборцями. На час виборів — начальник Троїцького райвідділу Управління СБУ в Луганській області.
Член фракції СПУ і СелПУ.
Голова підкомітету контролю за виконанням законодавства з питань боротьби з корупцією та організованою злочинністю, заступник голови Комітету з питань боротьби з організованою злочинністю і корупцією.